# Сейковці
Се́йковці (болг. Сейковци) — село в Габровській області Болгарії. Входить до складу общини Габрово.

## Населення
За даними перепису населення 2011 року у селі проживали 6 осіб, усі — болгари.
Розподіл населення за віком у 2011 році:
Динаміка населення: